# Laurie Cunningham
Laurence Paul Cunningham detto Laurie (Londra, 8 marzo 1956 – Madrid, 15 luglio 1989) è stato un calciatore inglese, di ruolo centrocampista.
Assieme a Tony Brown, è primatista di reti (4) con la maglia del WBA nelle competizioni calcistiche europee.
È stato il primo giocatore britannico acquistato dal Real Madrid.

## Carriera
Nato a Londra, Cunningham esordì con il Leyton Orient nel 1974. Dal 1977 al 1979 militò nel West Bromwich (collezionando 161 presenze e 36 reti) affiancando per la prima volta nella storia di un club inglese altri due giocatori di colore (Cyrille Regis e Brendon Batson). Questo trio sarà definito The Three Deegrees (i tre gradi) in onore di un gruppo musicale statunitense. Durante la sua militanza nel West Bromwich, nel maggio del 1979, Cunningham esordì in Nazionale, in occasione di una partita contro il Galles. A quest'apparizione ne seguirono altre cinque fino al 1981.

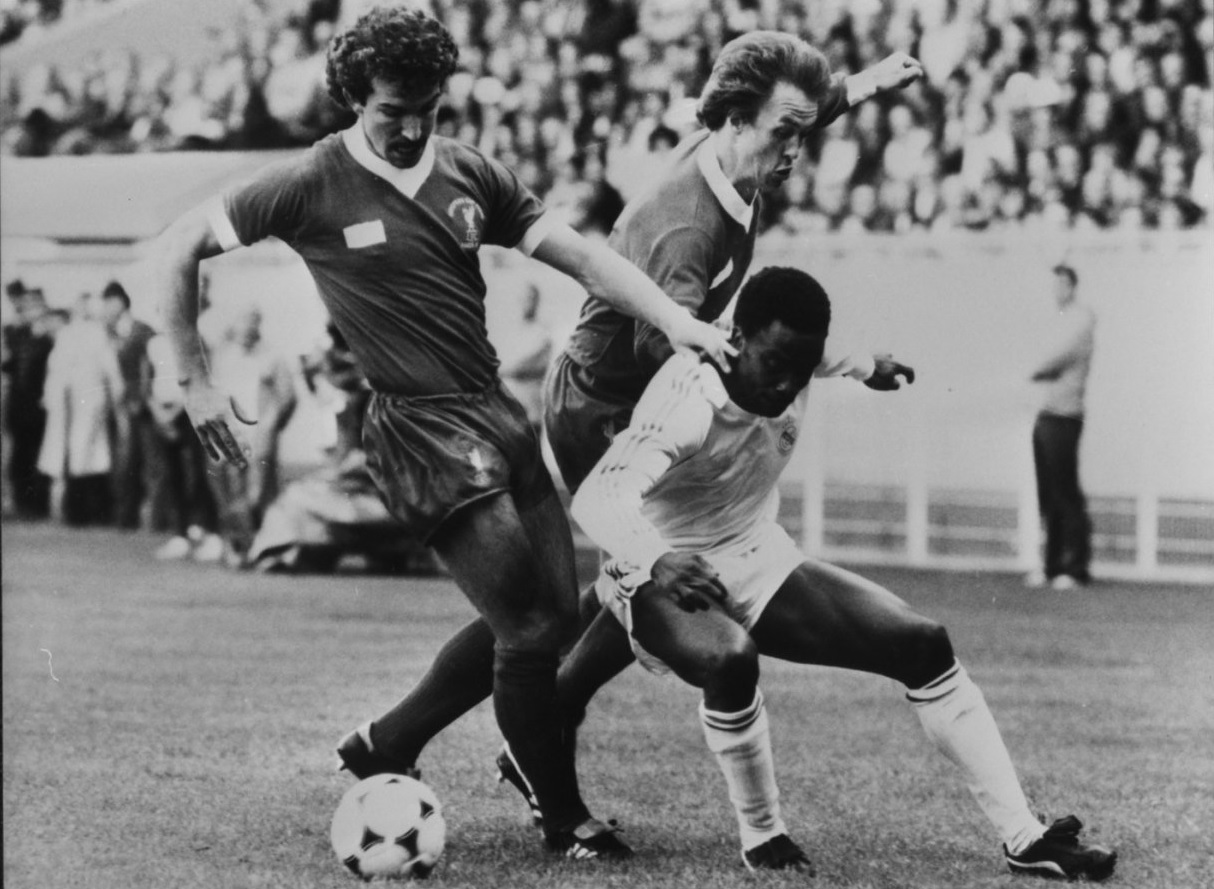
Cunningham con il Real Madrid nel 1981, marcato da Souness e Neal in una gara contro il

Al termine della stagione 1978-1979, in cui il West Bromwich concluse ai piani alti della classifica, Cunningham fu acquistato dal Real Madrid per una contropartita di 995.000 sterline. A Madrid Cunningham giocò discontinuamente fino al 1983, ottenendo 44 presenze e 15 reti. Dopo un breve periodo in prestito al Manchester United (5 presenze e un gol), Cunningham fu venduto nel 1983 allo Sporting Gijón in cui rimase fino alla fine della stagione collezionando 30 gare e 3 gol. Dopo aver giocato in Francia (all'Olympique Marsiglia) e di nuovo in Inghilterra (al Leicester City), Cunningham ritornò in Spagna al Rayo Vallecano. Nel 1987-1988 disputò una sola gara nel Charleroi, poi fu trasferito al Wimbledon dove giocò nella finale di FA Cup vinta ai danni del Liverpool. Nella stagione 1988-1989 tornò al Rayo Vallecano dove totalizzò 19 presenze ed un gol, prima di morire il 15 luglio 1989 in un incidente stradale a Madrid.

## Statistiche

### Presenze e reti nei club
| Stagione  | Squadra             | Campionato       | Campionato | Campionato |
| Stagione  | Squadra             | Comp             | Pres       | Reti       |
| --------- | ------------------- | ---------------- | ---------- | ---------- |
| 1974-1975 | Leyton Orient       | Second Division  | 17         | 1          |
| 1975-1976 | Leyton Orient       | Second Division  | 34         | 8          |
| 1976-1977 | Leyton Orient       | Second Division  | 26         | 6          |
| 1976-1977 | West Bromwich       | First Division   | 13         | 6          |
| 1977-1978 | West Bromwich       | First Division   | 33         | 6          |
| 1978-1979 | West Bromwich       | First Division   | 40         | 9          |
| 1979-1980 | Real Madrid         | Primera División | 29         | 8          |
| 1980-1981 | Real Madrid         | Primera División | 12         | 5          |
| 1981-1982 | Real Madrid         | Primera División | 3          | 0          |
| 1982-1983 | Real Madrid         | Primera División | 0          | 0          |
| 1982-1983 | Manchester Utd      | First Division   | 5          | 1          |
| 1983-1984 | Sporting Gijón      | Primera División | 30         | 3          |
| 1984-1985 | Olympique Marsiglia | Division 1       | 30         | 8          |
| 1985-1986 | Leicester City      | First Division   | 15         | 0          |
| 1986-1987 | Rayo Vallecano      | Segunda División | 37         | 3          |
| 1987-1988 | Wimbledon FC        | First Division   | 6          | 2          |
| 1987-1988 | Charleroi           | Division I       | 1          | 0          |
| 1988-1989 | Rayo Vallecano      | Segunda División | 19         | 1          |

### Cronologia presenze e reti in nazionale
| Cronologia completa delle presenze e delle reti in nazionale ― Inghilterra | Cronologia completa delle presenze e delle reti in nazionale ― Inghilterra | Cronologia completa delle presenze e delle reti in nazionale ― Inghilterra | Cronologia completa delle presenze e delle reti in nazionale ― Inghilterra | Cronologia completa delle presenze e delle reti in nazionale ― Inghilterra | Cronologia completa delle presenze e delle reti in nazionale ― Inghilterra | Cronologia completa delle presenze e delle reti in nazionale ― Inghilterra | Cronologia completa delle presenze e delle reti in nazionale ― Inghilterra |
| Data                                                                       | Città                                                                      | In casa                                                                    | Risultato                                                                  | Ospiti                                                                     | Competizione                                                               | Reti                                                                       | Note                                                                       |
| -------------------------------------------------------------------------- | -------------------------------------------------------------------------- | -------------------------------------------------------------------------- | -------------------------------------------------------------------------- | -------------------------------------------------------------------------- | -------------------------------------------------------------------------- | -------------------------------------------------------------------------- | -------------------------------------------------------------------------- |
| 23-5-1979                                                                  | Londra                                                                     | Inghilterra                                                                | 0 – 0                                                                      | Galles                                                                     | Amichevole                                                                 | -                                                                          |                                                                            |
| 10-6-1979                                                                  | Stoccolma                                                                  | Svezia                                                                     | 0 – 0                                                                      | Inghilterra                                                                | Amichevole                                                                 | -                                                                          |                                                                            |
| 13-6-1979                                                                  | Vienna                                                                     | Austria                                                                    | 4 – 3                                                                      | Inghilterra                                                                | Amichevole                                                                 | -                                                                          | 70’                                                                        |
| 6-2-1980                                                                   | Londra                                                                     | Inghilterra                                                                | 2 – 0                                                                      | Irlanda                                                                    | Qual. Euro 1980                                                            | -                                                                          |                                                                            |
| 26-3-1980                                                                  | Barcellona                                                                 | Spagna                                                                     | 0 – 2                                                                      | Inghilterra                                                                | Amichevole                                                                 | -                                                                          | 77’                                                                        |
| 15-10-1980                                                                 | Bucarest                                                                   | Romania                                                                    | 2 – 1                                                                      | Inghilterra                                                                | Qual. Mondiali 1982                                                        | -                                                                          | 65’                                                                        |
| Totale                                                                     |                                                                            | Presenze                                                                   | 6                                                                          |                                                                            | Reti                                                                       | 0                                                                          |                                                                            |

## Palmarès
- Campionato spagnolo: 1

Real Madrid: 1979-1980
- Coppa di Spagna: 2

Real Madrid: 1979-1980, 1981-1982
- Coppa d'Inghilterra: 1

Wimbledon FC: 1987-1988